# Slavism
|  | Wiktionary har en ordboksartikel om slavism. |

Slavism eller slovenism är ett begrepp för ett språkligt uttryck, som har lånats in till ett annat språk från något av de slaviska språken. Exempel på detta är ord som vodka, sputnik (från ryskan), robot, pistol (från tjeckiskan), vampyr (från polskan). Jämför svecism och anglicism.
Slavism kan också, i utvidgad betydelse, stå för det akademiska studiet eller det hobbyinriktade intresset för slavisk kultur i allmänhet. Ibland används uttrycket också som en synonym till panslavism, nämligen strävan efter att utöka den slaviska kulturens och de slaviska folkens samarbete sinsemellan och deras politiska inflytande på omvärlden.

## Källförteckning
1. 1 2  http://www.saob.se/artikel/?show=slavism&unik=S_06261-0262.K8Fp&pz=3 Svenska Akademiens Ordbok, läst 2016-12-09